# Sarcofagul de la Centrala Nucleară de la Cernobîl

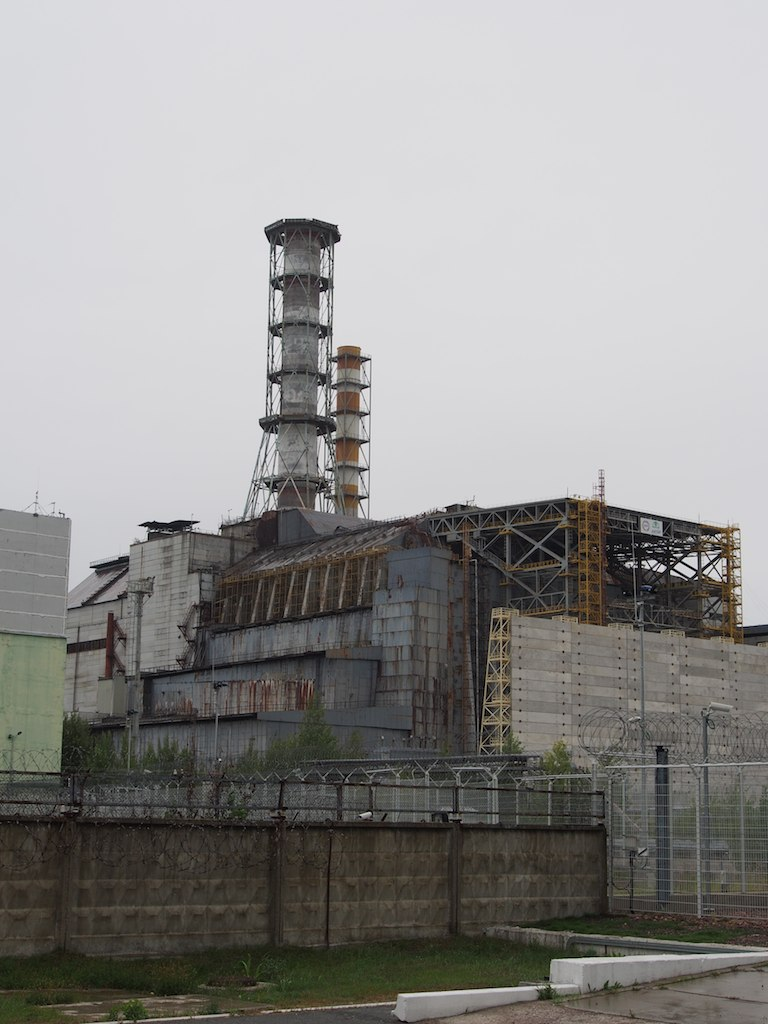
Sarcofagul în 2006

Sarcofagul de la Centrala Nucleară de la Cernobîl (în rusă «Укрытие», transliterat: „Adăpost”) este o structură izolatoare deasupra celei de-a patra unități a centralei nucleare de la Cernobîl, construită în iunie-noiembrie 1986 după explozia celui de-al patrulea reactor. A fost construit într-un timp record de 206 de zile. 90 de mii de persoane au fost implicate în construcția structurii. Construcția sarcofagului a necesitat cca. 400 de mii de metri cubi de beton și 7000 de tone de structuri metalice. 
Sarcofagul a acoperit aprox. 200 de tone de corium radioactiv, 30 de tone de praf foarte contaminat și 16 tone de uraniu și plutoniu.
Către 1996 structura s-a deteriorat până la punctul în care erau necesare numeroase măsuri de stabilizare. Nivelurile de radiații interne au fost estimate a fi de până la 10000 röntgen pe oră în anumite zone (radiația normală este de obicei de aproximativ 20-50 microröntgen pe oră, iar o doză letală este de 500 röntgen pe parcursul a 5 ore). A fost luată o decizie de înlocuire a sarcofagului cu o noua cupolă.

## Noul sarcofag

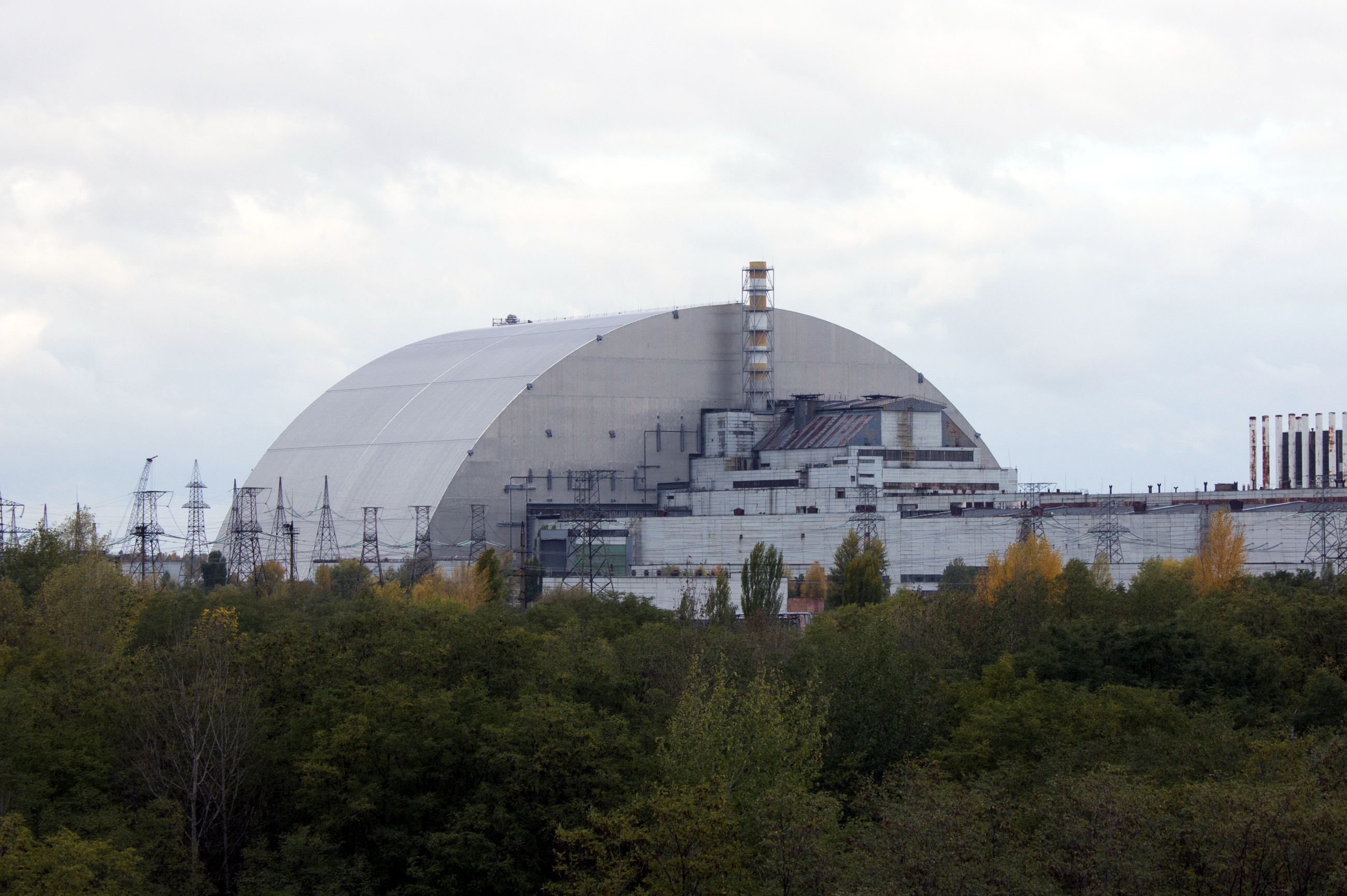
Noul sarcofag

În prezent, datorită gradului ridicat de avariere a vechiului sarcofag, peste acesta a fost construită o altă cupolă, care a fost denumită Confinement  („Îngrădire”). Noul obiect este o structură de oțel cu o înălțime de 110 m, cântărind 36,2 mii tone, sub care se află vechiul sarcofag și structurile auxiliare. Noul sarcofag a fost pus în funcțiune pe 10 iulie 2019.